# Brian Dozier
James Brian Dozier (Fulton, 15 maggio 1987) è un ex giocatore di baseball statunitense.

## Inizi e carriera

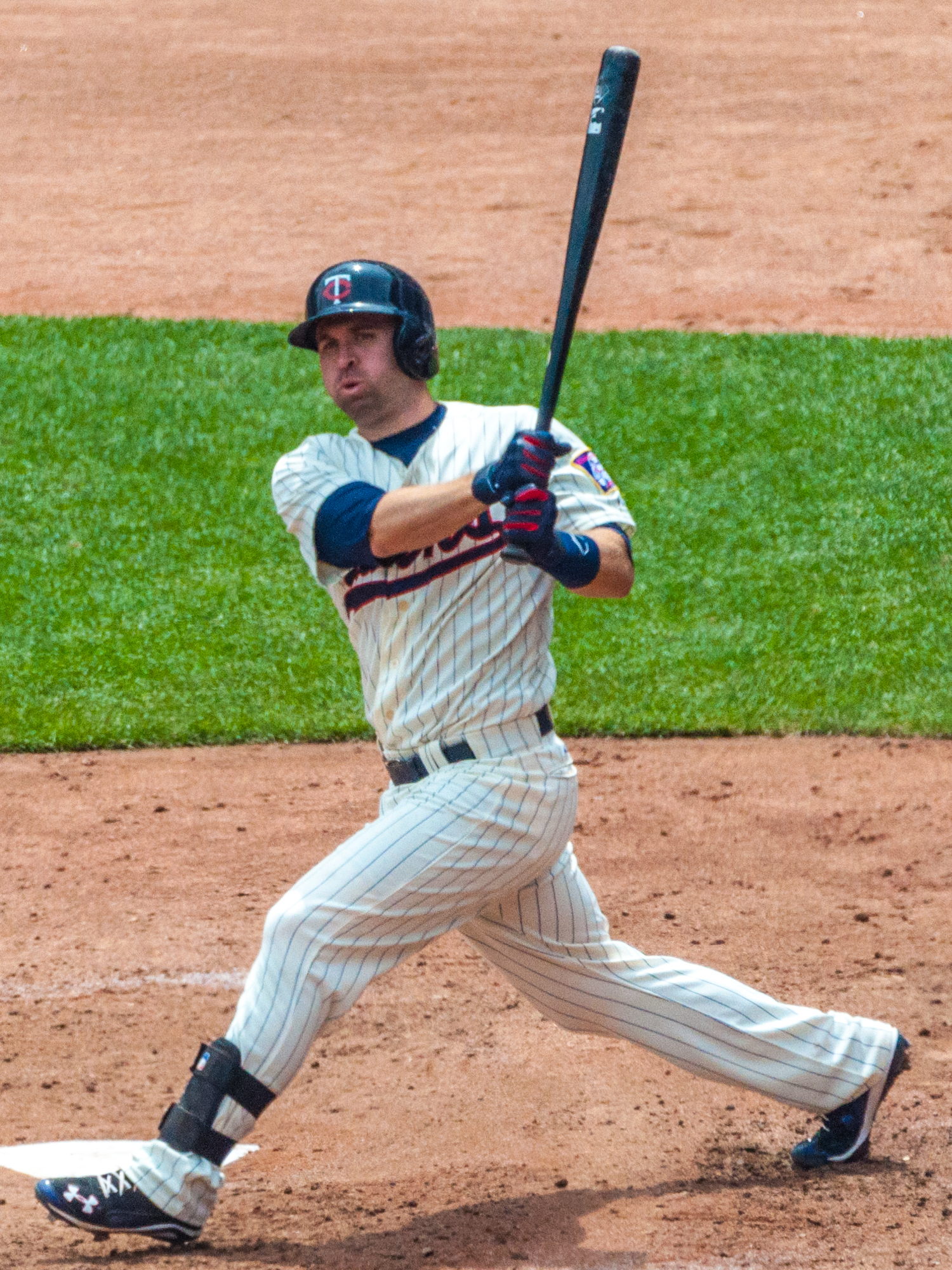
Dozier nel 2015 ai Twins

Dozier frequentò la Itawamba Agricultural High School a Fulton in Mississippi; successivamente si iscrisse all'University of Southern Mississippi di Hattiesburg, dove giocò per la squadra di baseball del college.
Dozier fu selezionato all'ottavo turno come 252ª scelta dai Minnesota Twins, durante il draft MLB 2009; e venne assegnato l'anno stesso nella classe Rookie. Nel 2010 giocò nella classe A e nella A-avanzata. Nel 2011 scese in campo con la squadra della classe A-avanzata e della Doppia-A.

## Major League
Debuttò nella MLB il 7 maggio 2012 al Target Field di Minneapolis, contro i Los Angeles Angels. Il 13 maggio, in una partita contro i Toronto Blue Jays, colpì il suo primo fuoricampo in carriera. Concluse la stagione con 84 presenze nella MLB e 48 nella Tripla-A della minor league. Giocò per l'intera stagione nel ruolo di Interbase.
Il 20 agosto 2014, Dozier divenne il primo seconda base nella storia dei Twins e il tredicesimo di tutti i tempi della Major league, a terminare una stagione con più di 20 fuoricampo e 20 basi rubate.
L'11 luglio 2015, Dozier fu scelto come sostituto di José Bautista nel roster American League dell'All-Star Game, un giorno dopo l'esclusione dalla selezione originale in favore del seconda base dei Kansas City Royals Mike Moustakas. Il 29 ottobre 2015, Dozier fu nominato finalista per il Guanto d'oro assieme ai seconda base dell'American League Ian Kinsler e José Altuve, vinto poi da quest'ultimo.
Il 23 settembre 2017, in una partita contro i Detroit Tigers, Dozier colpendo la palla con un bunt batté un fuoricampo interno. Il 3 ottobre partecipò alla sua prima partita di play-off, nel turno delle wild card, perso contro i New York Yankees. A fine anno vinse il suo primo Guanto d'oro per le sue prestazioni a livello difensivo.
Il 31 luglio 2018, i Twins scambiarono Dozier con i Los Angeles Dodgers in cambio di Logan Forsythe e dei giocatori di minor league Devin Smeltzer e Luke Raley.
Il 13 gennaio 2019, Dozier firmò un contratto annuale dal valore complessivo di 9 milioni di dollari con i Washington Nationals. A fine anno conquistò le World Series con i Nationals, battendo gli Houston Astros per quattro gare a tre. Divenne free agent il giorno successivo alla vittoria finale, il 31 ottobre 2019.
Il 23 febbraio 2020, Dozier firmò un contratto di minor league con i San Diego Padres, con invito allo Spring Training. Venne svincolato dalla franchigia l'11 luglio 2020, prima dell'inizio della stagione regolare (eccezionalmente posticipata a causa della pandemia di COVID-19).
Il 22 luglio 2020, Dozier firmò un contratto di minor league con i New York Mets, con cui giocò le ultime 7 partite in MLB della sua carriera.

## Palmarès

### Club
- World Series: 1

Washington Nationals: 2019

### Individuale
- MLB All-Star: 1

2015
- Guanti d'oro: 1

2017
- Defensive Players of the Year: 1

2013